# Re'ut Sadaka
Re'ut Sadaka, som betyder "vänskap", är en judisk-arabisk ungdomsorganisation i Israel som arbetar för en fredlig samexistens mellan judar och araber. De är verksamma inne i själva Israel, som också har en arabisk befolkning som motsvarar en femtedel av invånarantalet. Det går en skarp skiljelinje mellan befolkningsgrupperna, med stark bostads- och utbildningssegregering. Med det som bakgrund bildade några judiska och arabiska ungdomar Re'ut Sadaka i Tel Aviv 1982.
De har sedan dess arbetat med att föra samman judiska och arabiska ungdomar. Arbetet baseras på tron att ömsesidig förståelse kräver att faktiska relationer mellan judar och araber kommer till stånd. Sedan starten har fler än 7 000 ungdomar träffats i Re'ut Sadakas regi, och numera deltar 500 ungdomar om året. Organisationen arbetar för ömsesidig respekt och tolerans, lika rättigheter, respekt för demokrati och pluralism, och utvecklar ungt ledarskap i Israel. År 1995 uppmärksammades de av Friends of the United Nations med priset "We the Peoples: 50 Communities".